# Mike Inez
Michael "Mike" Inez, född 14 maj 1966 i San Fernando, Kalifornien, är en amerikansk rockmusiker. Han är mest känd som basist i Alice in Chains, men har även bland annat spelat för Ozzy Osbourne och i Slash's Snakepit.